# Auguste Barchou de Penhoën
Pour les articles homonymes, voir Barchou de Penhoën.
Le baron Auguste Théodore Hilaire Barchou de Penhoën, né le 28 avril 1799 à Morlaix (Finistère) et mort le 28 juillet 1855 à Saint-Germain-en-Laye (Yvelines), est un militaire, homme politique, journaliste et historien français, spécialiste de l'histoire de la Marine militaire. Légitimiste, il est député du Finistère de 1849 à 1851.

## Biographie
Auguste Théodore Hilaire Barchou de Penhoën est le fils du baron Jean-Hilaire Barchou de Penhoën, intendant militaire et maire de Brest, et de Marie Innocente Catherine Dubot. Il fait ses études au collège de Vendôme (à la même période que Balzac).
Officier d'état-major sous la Restauration, il participe à l'expédition d'Alger. Il démissionne au début de la Monarchie de Juillet pour ne pas servir le nouveau régime et se consacre à la littérature. Il collabore à la Revue des deux Mondes et publie une Histoire de la philosophie allemande (1836) et une Histoire de la conquête anglaise des Indes en 6 volumes (1840-1841).
Il fut un condisciple de Balzac, qui lui dédia sa nouvelle Gobseck.
Il est député légitimiste du Finistère de 1849 à 1851, siégeant à droite, avec les monarchistes. Il est élu à l'Académie des inscriptions et belles-lettres en 1850.

## Œuvres
- Guillaume d'Orange et Louis-Philippe, 1688-1830, par le Bon Barchou de Penhoën (1835)
- Mémoires d'un officier d'État-major : expédition d'Afrique (1835)
- Histoire de la philosophie allemande depuis Leïbnitz jusqu'à Hegel (1836)
- Histoire de la conquête de l'Inde par l'Angleterre (1844)
- L´Inde sous la Domination Anglaise (1844)
- Un Mot sur la situation politique, par M. Barchou de Penhoën. Aux électeurs du Finistère (1849)
- Essai d'une Philosophie de l'Histoire

## Sources
- « Auguste Barchou de Penhoën », dans Adolphe Robert et Gaston Cougny, Dictionnaire des parlementaires français, Edgar Bourloton, 1889-1891 [détail de l’édition]
- data.bnf.fr
- Yann-Loïc Jacq, « Auguste Barchou de Penhoën (1799-1855), aspirer à Paris après 1830 », mémoire de master 2 d’histoire contemporaine, dirigé par Sylvain Venayre et soutenu à l’université Paris 1 Panthéon-Sorbonne en 2013.